# Apogonia granum
Apogonia granum är en skalbaggsart som beskrevs av Hermann Burmeister 1855. Apogonia granum ingår i släktet Apogonia och familjen Melolonthidae. Inga underarter finns listade i Catalogue of Life.